# Mactrotoma californica
Mactrotoma californica är en musselart som först beskrevs av Conrad 1837.  Mactrotoma californica ingår i släktet Mactrotoma och familjen Mactridae. Inga underarter finns listade i Catalogue of Life.